# Chaînon Lost River
Pour les articles homonymes, voir Lost River.
Le chaînon Lost River (en anglais : Lost River Range) est un massif montagneux situé au centre de l'État de l'Idaho, dans le Nord-Ouest des États-Unis. Il fait partie des montagnes Rocheuses.
Le chaînon s’étend vers le sud-est sur environ 130 kilomètres à partir de la rivière Salmon, près de la localité de Challis, jusqu'à la vallée de la rivière Snake près de la ville d'Arco.

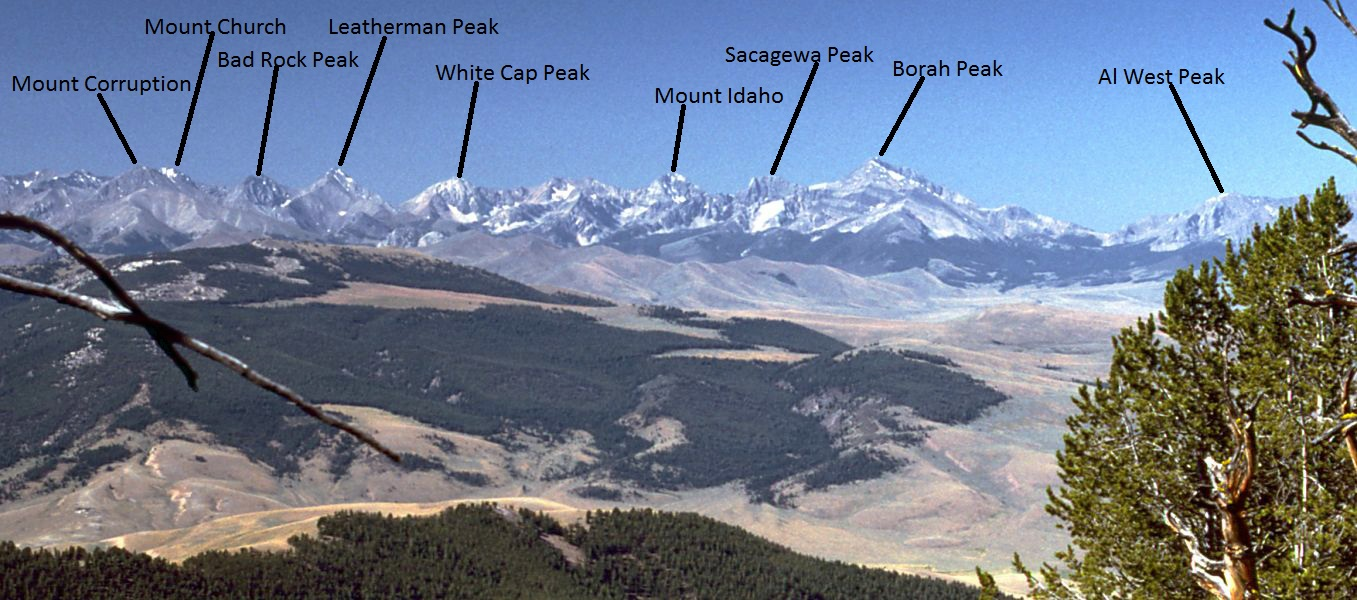
Vue du chaînon Lost River depuis le chaînon Lemhi au sud-ouest.